# Draft NBA 1980
Il Draft NBA 1980 si è svolto il 10 giugno 1980 a New York.

## Giocatori scelti al 1º giro
|  | = All-Star     |
|  | = Hall of Fame |

| Scelta | Giocatore             | Nazionalità | Squadra NBA                                        | Scuola/ex squadra      |
| ------ | --------------------- | ----------- | -------------------------------------------------- | ---------------------- |
| 1      | Joe Barry Carroll (C) | Stati Uniti | Boston Celtics (da Detroit, ceduto a Golden State) | Purdue                 |
| 2      | Darrell Griffith (SG) | Stati Uniti | Utah Jazz                                          | Louisville             |
| 3      | Kevin McHale (PF)     | Stati Uniti | Golden State Warriors (ceduto a Boston)            | Minnesota              |
| 4      | Kelvin Ransey (PG)    | Stati Uniti | Chicago Bulls                                      | Ohio State             |
| 5      | James Ray (PF)        | Stati Uniti | Denver Nuggets                                     | Jacksonville           |
| 6      | Mike O'Koren (SF)     | Stati Uniti | New Jersey Nets                                    | North Carolina         |
| 7      | Mike Gminski (C)      | Stati Uniti | New Jersey Nets (da Portland via San Diego)        | Duke                   |
| 8      | Andrew Toney (SG)     | Stati Uniti | Philadelphia 76ers (da Indiana)                    | Southwestern Louisiana |
| 9      | Michael Brooks (SF)   | Stati Uniti | San Diego Clippers                                 | La Salle               |
| 10     | Ronnie Lester (PG)    | Stati Uniti | Portland Trail Blazers                             | Iowa                   |
| 11     | Kiki Vandeweghe (SF)  | Stati Uniti | Dallas Mavericks                                   | UCLA                   |
| 12     | Mike Woodson (SF)     | Stati Uniti | New York Knicks                                    | Indiana                |
| 13     | Rickey Brown (C)      | Stati Uniti | Boston Celtics (ceduto a Golden State)             | Mississippi State      |
| 14     | Wes Matthews (PG)     | Stati Uniti | Washington Bullets                                 | Wisconsin              |
| 15     | Reggie Johnson (PF)   | Stati Uniti | San Antonio Spurs                                  | Tennessee              |
| 16     | Hawkeye Whitney       | Stati Uniti | Kansas City Kings                                  | North Carolina State   |
| 17     | Larry Drew (PG)       | Stati Uniti | Detroit Pistons                                    | Missouri               |
| 18     | Don Collins (SG)      | Stati Uniti | Atlanta Hawks                                      | Washington State       |
| 19     | John Duren (PG)       | Stati Uniti | Utah Jazz                                          | Georgetown             |
| 20     | Bill Hanzlik          | Stati Uniti | Seattle SuperSonics                                | Notre Dame             |
| 21     | Monti Davis (SF)      | Stati Uniti | Philadelphia 76ers                                 | Tennessee State        |
| 22     | Chad Kinch (SG)       | Stati Uniti | Cleveland Cavaliers                                | UNC-Charlotte          |
| 23     | Carl Nicks (PG)       | Stati Uniti | Denver Nuggets                                     | Indiana State          |

## Giocatori scelti al 2º giro
| Scelta | Giocatore       | Nazionalità | Squadra NBA            | Scuola/ex squadra    |
| ------ | --------------- | ----------- | ---------------------- | -------------------- |
| 24     | Larry Smith     | Stati Uniti | Golden State Warriors  | Alcorn State         |
| 25     | Jeff Ruland     | Stati Uniti | Golden State Warriors  | Iona                 |
| 26     | Sam Worthen     | Stati Uniti | Chicago Bulls          | Marquette            |
| 27     | John Stroud     | Stati Uniti | Houston Rockets        | Mississippi          |
| 28     | Craig Shelton   | Stati Uniti | Atlanta Hawks          | Georgetown           |
| 29     | Louis Orr       | Stati Uniti | Indiana Pacers         | Syracuse             |
| 30     | Kenny Natt      | Stati Uniti | Indiana Pacers         | UL Monroe            |
| 31     | Wayne Robinson  | Stati Uniti | Los Angeles Lakers     | Virginia Tech        |
| 32     | David Lawrence  | Stati Uniti | Portland Trail Blazers | McNeese State        |
| 33     | Bruce Collins   | Stati Uniti | Portland Trail Blazers | Weber State          |
| 34     | Roosevelt Bouie | Stati Uniti | Dallas Mavericks       | Syracuse             |
| 35     | Rick Mahorn     | Stati Uniti | Washington Bullets     | Hampton              |
| 36     | DeWayne Scales  | Stati Uniti | New York Knicks        | Louisiana State      |
| 37     | Butch Carter    | Stati Uniti | Los Angeles Lakers     | Indiana              |
| 38     | Terry Stotts    | Stati Uniti | Houston Rockets        | Oklahoma             |
| 39     | Michael Wiley   | Stati Uniti | San Antonio Spurs      | Long Beach State     |
| 40     | Dick Miller     | Stati Uniti | Indiana Pacers         | Toledo               |
| 41     | Jawann Oldham   | Stati Uniti | Denver Nuggets         | Seattle              |
| 42     | Kimberly Belton | Stati Uniti | Phoenix Suns           | Stanford             |
| 43     | Billy Williams  | Stati Uniti | Houston Rockets        | Clemson              |
| 44     | Clyde Austin    | Stati Uniti | Philadelphia 76ers     | North Carolina State |
| 45     | Brad Branson    | Stati Uniti | Detroit Pistons        | Southern Methodist   |
| 46     | Arnette Hallman | Stati Uniti | Boston Celtics         | Purdue               |

## Giocatori scelti al 3º giro
| Scelta | Giocatore        | Nazionalità | Squadra NBA            | Scuola/ex squadra |
| ------ | ---------------- | ----------- | ---------------------- | ----------------- |
| 47     | Kurt Nimphius    | Stati Uniti | Denver Nuggets         | Arizona State     |
| 48     | Eddie Lee        | Stati Uniti | Denver Nuggets         | Cincinnati        |
| 49     | John Virgil      | Stati Uniti | Golden State Warriors  | North Carolina    |
| 50     | James Wilkes     | Stati Uniti | Chicago Bulls          | UCLA              |
| 51     | Ronnie Valentine | Stati Uniti | Denver Nuggets         | Old Dominion      |
| 52     | Lowes Moore      | Stati Uniti | New Jersey Nets        | West Virginia     |
| 53     | Stuart House     | Stati Uniti | Cleveland Cavaliers    | Washington State  |
| 54     | Ron Perry        | Stati Uniti | Boston Celtics         | Holy Cross        |
| 55     | Wayne Abrams     | Stati Uniti | Cleveland Cavaliers    | Southern Illinois |
| 56     | Mike Harper      | Stati Uniti | Portland Trail Blazers | North Park        |
| 57     | Dave Britton     | Stati Uniti | Dallas Mavericks       | Texas A&M         |
| 58     | Kurt Rambis      | Stati Uniti | New York Knicks        | Santa Clara       |
| 59     | John Campbell    | Stati Uniti | Phoenix Suns           | Clemson           |
| 60     | LaVon Mercer     | Stati Uniti | San Antonio Spurs      | Georgia           |
| 61     | Rich Yonakor     | Stati Uniti | San Antonio Spurs      | North Carolina    |
| 62     | Tony Murphy      | Stati Uniti | Kansas City Kings      | Southern          |
| 63     | Al Beal          | Stati Uniti | Milwaukee Bucks        | Oklahoma          |
| 64     | Jonathan Moore   | Stati Uniti | Detroit Pistons        | Furman            |
| 65     | Doug True        | Stati Uniti | Phoenix Suns           | California        |
| 66     | Carl Bailey      | Stati Uniti | Seattle SuperSonics    | Tuskegee          |
| 67     | Reggie Gaines    | Stati Uniti | Philadelphia 76ers     | Winston-Salem     |
| 68     | Ron Jones        | Stati Uniti | Cleveland Cavaliers    | Illinois State    |
| 69     | Don Newman       | Stati Uniti | Boston Celtics         | Idaho             |

## Giocatori scelti nei giri successivi con presenze nella NBA
| Scelta | Giocatore      | Nazionalità | Squadra NBA            | Scuola/ex squadra |
| ------ | -------------- | ----------- | ---------------------- | ----------------- |
| 70     | Darwin Cook    | Stati Uniti | Detroit Pistons        | Portland          |
| 75     | Rory Sparrow   | Stati Uniti | New Jersey Nets        | Villanova         |
| 87     | Tony Jackson   | Stati Uniti | Los Angeles Lakers     | Florida State     |
| 93     | Tony Fuller    | Stati Uniti | Detroit Pistons        | Pepperdine        |
| 99     | Wally Rank     | Stati Uniti | San Diego Clippers     | San Jose State    |
| 103    | Darrell Allums | Stati Uniti | Dallas Mavericks       | UCLA              |
| 141    | Lorenzo Romar  | Stati Uniti | Golden State Warriors  | Washington        |
| 168    | John Stroeder  | Stati Uniti | Portland Trail Blazers | Montana           |
| 169    | Clarence Kea   | Stati Uniti | Dallas Mavericks       | Lamar             |
| 182    | Billy Reid     | Stati Uniti | Golden State Warriors  | San Francisco     |